# Affreschi della chiesa di San Gregorio Armeno

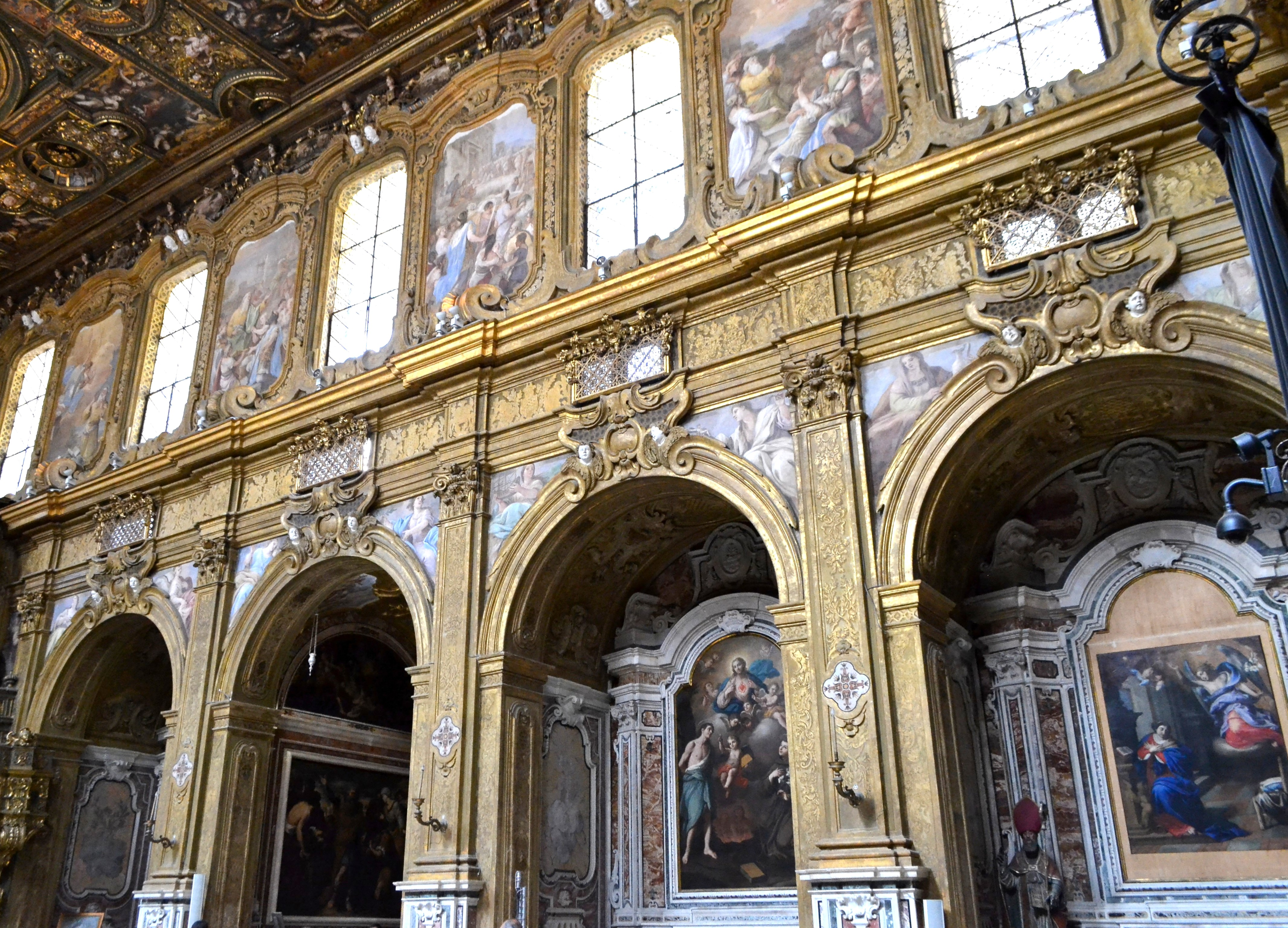
Vista della navata, con in alto le Storie della vita di san Gregorio Armeno (1679-1681) e in basso sugli spicchi degli archi delle cappelle laterali le virtù (1684)

Gli affreschi della chiesa di San Gregorio Armeno di Napoli sono un ciclo pittorico realizzato da Luca Giordano.
Il lavoro fu svolto a più riprese, dapprima nel 1671, dove fu realizzata la Gloria di san Gregorio Armeno in paradiso nella cupola e otto sante benedettine nel tamburo, poi tra il 1679 e il 1681, dove il pittore eseguì le Storie di san Gregorio Armeno, quelle di San Benedetto e virtù, rispettivamente lungo le pareti laterali del registro superiore della navata nel coro delle monache e nei pennacchi della cupola, infine nel 1684 dove realizzò le Storie delle monache benedettine nella controfacciata e le virtù negli spicchi delle arcate delle cappelle laterali.
Si ratta del primo grande ciclo d'affreschi compiuto da Luca Giordano.

## Storia e descrizione

### La cupola (1671)

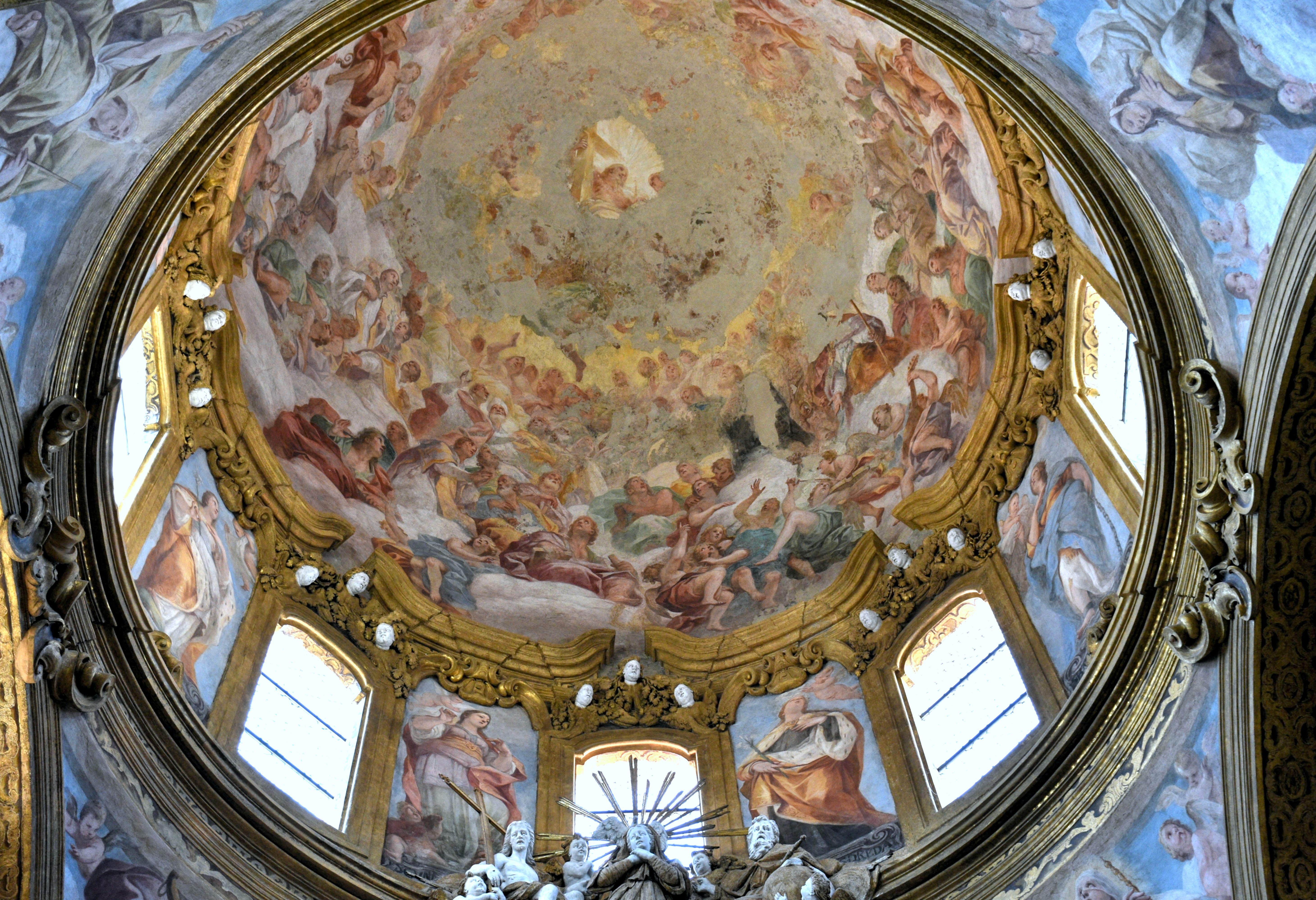
La Gloria di san Gregorio Armeno in paradiso (calotta) con otto sante benedettine (tamburo)

La prima decorazione compiuta dal Giordano avvenne tra aprile 1671 e novembre dello stesso anno. Il pittore fu infatti chiamato dietro compenso di 200 ducati dalla badessa del monastero, Lucrezia De Sangro, per decorare la cupola della chiesa. Lo stile nascente era quello dettato da Giovanni Lanfranco nella cupola della cappella del Tesoro di san Gennaro  dentro il duomo cittadino (e probabilmente anche quella del Gesù Nuovo, all'epoca non ancora crollata).
Si tratta di quello che è cronologicamente il primo grande intervento ad affresco del pittore, in particolare la prima cupola affrescata, del diametro di 600 cm, dove è un raffigurata la Gloria di san Gregorio Armeno in paradiso mediante in vorticoso gruppo di figure che riempie lo spazio disponendosi in cerchi concentrici.
Sul tamburo furono realizzate tra le finestre otto sante dell'ordine benedettino (350×150 cm). Se quest'ultime sono perfettamente intatte, la scodella dell'architettura ha invece palesato col tempo diverse criticità che ne hanno considerevolmente alterato la lettura dell'affresco.
Ciò che rimane leggibile sono sostanzialmente le figure disposte sui primi due anelli, le quali consentono tuttavia di poter apprezzare il risultato del lavoro, particolarmente elogiato già dalla critica antica. Francesco Saverio Baldinucci (figlio del più noto Filippo) disse al riguardo che il Giordano «[...] imitò in essa talmente lo spirito, e grandezza dell'idea del Lanfranco e l'accordo e gentilezza del Colorito di Pietro da Cortona, che da chiunque buono e pratico professore che attentamente le consideri, vengono in essa questi gran Pittori molto chiaramente riconosciuti».
In questa fase i lavori ad affresco si fermarono per favorire il prosieguo di altri apparati decorativi.
| Immagine | Titolo            | Collocazione    |
| -------- | ----------------- | --------------- |
|          | Santa Iapasia     | Cupola, tamburo |
|          | Santa Batilda     | Cupola, tamburo |
|          | Santa Raimelda    | Cupola, tamburo |
|          | Santa Cunegonda   | Cupola, tamburo |
|          | Santa benedettina | Cupola, tamburo |
|          | Santa benedettina | Cupola, tamburo |
|          | Santa benedettina | Cupola, tamburo |
|          | Santa benedettina | Cupola, tamburo |

### Il registro superiore della navata, il coro delle monache e il presbiterio (1679-1681)

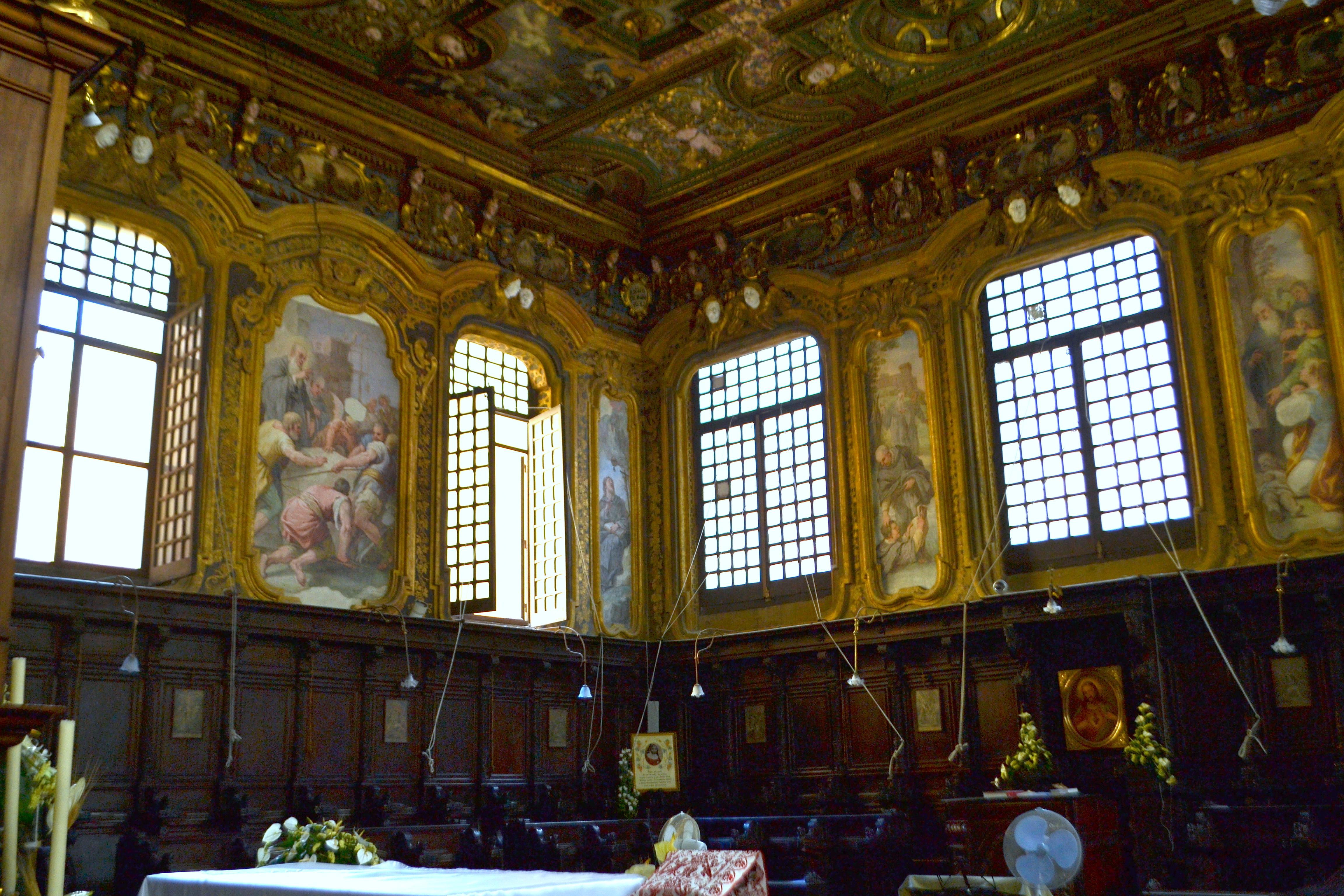
Vista del coro con le Storie della vita di san Benedetto (da destra a sinistra le scene nn. 4, 5, 6 e 7)

Il 21 giugno del 1679 furono completati i lavori di stucco sul registro superiore della navata e nel coro, disegnati in precedenza da Dionisio Lazzari e volti a incorniciare i futuri affreschi che avrebbe dovuto compiere il Giordano da lì a breve sulle Storie della vita di San Gregorio Armeno (quattordici in totale, di cui ogni singola scena grande 360×190 cm ad eccezione delle due con gruppi di angeli, che sono circa 320×90 cm, e le due sull'arco trionfale, che sono 400×300 cm) collocati nelle preti laterali del registro superiore della navata, e, successivamente, tra gli ultimi mesi del 1680 e i primi dell’anno successivo, le Storie della vita di san Benedetto nel coro (otto in totale, di cui quattro 320×200 cm e altri quattro circa 320×90 cm). L'8 ottobre 1679 la chiesa viene consacrata al culto.
Le 22 scene sono affrescate in stile “quadri riportati”, per le quali Luca Giordano ricevette un compenso di 400 ducati dalla monaca del monastero Eleonora De Sangro (evidentemente parente della Lucrezia che commissionò la cupola nel 1671). I pagamenti si registrano fino al 1681, quando l'ultimo a saldo di quanto pattuito viene sborsato il 22 maggio dalla badessa Lucrezia Pignatelli, dove si dispensano 120 ducati per il completamento del ciclo nel coro.
Coevi a questi interventi sono anche le figure nella zona presbiteriale, quindi le quattro virtù affrescate nei pennacchi della cupola, quattro gruppi di angioletti recanti i simboli di san Gregorio nelle due mezze lunette laterali del transetto e, più in basso, quattro profeti (280×230 cm) negli spicchi degli archi laterali.
| Sequenza | Immagine | Titolo                                                                                           | Collocazione                                                             |
| -------- | -------- | ------------------------------------------------------------------------------------------------ | ------------------------------------------------------------------------ |
| 1        |          | San Gregorio è consacrato vescovo                                                                | Lato destro, registro superiore, tra la navata e il coro delle monache   |
| 2        |          | San Gregorio risana l'ossesso                                                                    | Lato destro, registro superiore della navata                             |
| 3        |          | Tiridate accompagna le spoglie di san Gregorio                                                   | Lato destro, registro superiore della navata                             |
| 4        |          | Tiridate con la testa di cinghiale prega san Gregorio affinché gli restituisca le fattezze umane | Lato destro, registro superiore della navata                             |
| 5        |          | Visione di san Gregorio Armeno                                                                   | Lato destro, registro superiore della navata                             |
| 6        |          | Gruppo di angeli                                                                                 | Lato destro, registro superiore della navata                             |
| 7        |          | San Gregorio sorge dalle acque del lago                                                          | Lato destro, registro superiore dell'arco trionfale                      |
| 8        |          | San Gregorio pontifica                                                                           | Lato sinistro, registro superiore, tra la navata e il coro delle monache |
| 9        |          | San Gregorio battezza                                                                            | Lato sinistro, registro superiore della navata                           |
| 10       |          | San Gregorio nel deserto                                                                         | Lato sinistro, registro superiore della navata                           |
| 11       |          | San Gregorio cede l'episcopato al figlio                                                         | Lato sinistro, registro superiore della navata                           |
| 12       |          | San Gregorio è consacrato dal re                                                                 | Lato sinistro, registro superiore della navata                           |
| 13       |          | Gruppo di angeli                                                                                 | Lato sinistro, registro superiore della navata                           |
| 14       |          | Morte di san Gregorio Armeno                                                                     | Lato sinistro, registro superiore dell'arco trionfale                    |

| Sequenza | Immagine | Titolo                                            | Collocazione                        |
| -------- | -------- | ------------------------------------------------- | ----------------------------------- |
| 1        |          | San Benedetto riceve doni dai contadini           | Coro delle monache, parete destra   |
| 2        |          | Incontro tra san Benedetto e il re Totila         | Coro delle monache, parete destra   |
| 3        |          | San Benedetto libera un monaco dal demonio        | Coro delle monache, parete destra   |
| 4        |          | San Benedetto risuscita il figlio del contadino   | Coro delle monache, parete frontale |
| 5        |          | San Placido cammina sulle acque e salva san Mauro | Coro delle monache, parete frontale |
| 6        |          | Penitenza eremitica                               | Coro delle monache, parete sinistra |
| 7        |          | Miracolo della serpe sotto il sasso               | Coro delle monache, parete sinistra |
| 8        |          | San Benedetto si accomiata dai familiari          | Coro delle monache, parete sinistra |

| Immagine | Titolo                                             | Collocazione                                                             |
| -------- | -------------------------------------------------- | ------------------------------------------------------------------------ |
|          | Mosè                                               | Arco destro del presbiterio, spicchio di sinistra                        |
|          | Giosuè                                             | Arco destro del presbiterio, spicchio di destra                          |
|          | Gruppo di angioletti con i simboli di san Gregorio | Parete di destra del presbiterio, spicchi (×2) nella lunetta superiore   |
|          | Ruth                                               | Arco sinistro del presbiterio, spicchio di sinistra                      |
|          | Melchisedec                                        | Arco sinistro del presbiterio, spicchio di destra                        |
|          | Gruppo di angioletti con i simboli di san Gregorio | Parete di sinistra del presbiterio, spicchi (×2) nella lunetta superiore |

| Immagine | Titolo       | Collocazione       |
| -------- | ------------ | ------------------ |
|          | Mansuetudine | Cupola, pennacchio |
|          | Purezza      | Cupola, pennacchio |
|          | Virtù        | Cupola, pennacchio |
|          | Virtù        | Cupola, pennacchio |

### La controfacciata e gli spicchi delle cappelle laterali (1684)
Dopo un soggiorno a Firenze, dove realizzò cicli per la cappella Corsini e quelli per la Galleria di palazzo Medici-Riccardi, il Giordano tornò a Napoli per completare l'opera in San Gregorio Armeno. I pagamenti relativamente alle ultime commesse avanzategli furono effettuati ancora da Eleonora De Sangro. La somma pattuita per le tre scene sulla controfacciata nonché per le quindici virtù (170×130 cm) sopra gli spicchi delle cappelle laterali fu pari a 265 ducati, portando il compenso totale ricevuto dal pittore per tutto il ciclo di affreschi della chiesa, dal 1671 al 1684, alla somma di 865 ducati.
Questi ultimi affreschi dimostrano un netto distacco stilistico rispetto ai precedenti compiuti, distanziandosi dalla rigida compostezza formale dei più datati e avvicinandosi a quel flusso narrativo arioso e poetico che caratterizzerà la sua pittura ad affresco degli anni maturi. Nella scena dell'Accoglienza delle monache a Napoli il pittore si ritrae nel margine destro della scena, all'incirca cinquantenne.
| Sequenza | Immagine | Titolo                                                        | Collocazione                      |
| -------- | -------- | ------------------------------------------------------------- | --------------------------------- |
| 1        |          | Partenza delle monache basiliane                              | Controfacciata, riquadro sinistro |
| 2        |          | Arrivo delle monache a Napoli con le reliquie di san Gregorio | Controfacciata, riquadro centrale |
| 3        |          | Accoglienza delle monache a Napoli                            | Controfacciata, riquadro destro   |

| Immagine | Titolo           | Collocazione                                         |
| -------- | ---------------- | ---------------------------------------------------- |
|          | Pazienza         | Spicchi sugli archi delle cappelle del lato destro   |
|          | Zelo             | Spicchi sugli archi delle cappelle del lato destro   |
|          | Costanza         | Spicchi sugli archi delle cappelle del lato destro   |
|          | Benignità        | Spicchi sugli archi delle cappelle del lato destro   |
|          | Innocenza        | Spicchi sugli archi delle cappelle del lato destro   |
|          | Ospitalità       | Spicchi sugli archi delle cappelle del lato destro   |
|          | Prudenza         | Spicchi sugli archi delle cappelle del lato destro   |
|          | Virtù            | Spicchi sugli archi delle cappelle del lato destro   |
|          | Gruppo di angeli | Spicchi ai lati dell'organo di destra                |
|          | Preghiera        | Spicchi sugli archi delle cappelle del lato sinistro |
|          | Giustizia        | Spicchi sugli archi delle cappelle del lato sinistro |
|          | Saggezza         | Spicchi sugli archi delle cappelle del lato sinistro |
|          | Astinenza        | Spicchi sugli archi delle cappelle del lato sinistro |
|          | Mansuetudine     | Spicchi sugli archi delle cappelle del lato sinistro |
|          | Pace             | Spicchi sugli archi delle cappelle del lato sinistro |
|          | Meditazione      | Spicchi sugli archi delle cappelle del lato sinistro |
|          | Discrezione      | Spicchi sugli archi delle cappelle del lato sinistro |
|          | Gruppo di angeli | Spicchi ai lati dell'organo di sinistra              |